# بلانكا لي
بلانكا لي (بالإسبانية: Blanca Li)‏ (و. 1964 – م) هي مصممة رقص، وراقصة، وممثلة من إسبانيا . ولدت في غرناطة .

## روابط خارجية
- بلانكا لي على موقع IMDb (الإنجليزية)
- بلانكا لي على موقع ألو سيني (الفرنسية)
- بلانكا لي على موقع ميوزك برينز (الإنجليزية)
- بلانكا لي على موقع أول موفي (الإنجليزية)
- بلانكا لي على موقع قاعدة بيانات الأفلام السويدية (السويدية)
- بلانكا لي على موقع قاعدة بيانات الفيلم (الإنجليزية)
- بلانكا لي على موقع كينوبويسك (الروسية)